# 建安街道 (建瓯市)
建安街道，是中华人民共和国福建省南平市建瓯市下辖的一个街道办事处。

## 行政区划
建安街道下辖以下地区：
前街社区、仓长社区、横街社区、东门村、钟楼村和东安村。